# Apicia mesenterica
Apicia mesenterica är en fjärilsart som beskrevs av Dyar 1916. Apicia mesenterica ingår i släktet Apicia och familjen mätare. Inga underarter finns listade i Catalogue of Life.